# Dresslerella pertusa
Dresslerella pertusa là một loài thực vật có hoa trong họ Lan. Loài này được (Dressler) Luer mô tả khoa học đầu tiên năm 1976.